# 단양소백산중학교
단양소백산중학교(丹陽小白山中學校)는 대한민국 충청북도 단양군 영춘면 장발리에 있는 공립 중학교이다.

## 학교 연혁
- 2013년 11월 26일 : 학교 설립 계획 승인
- 2015년 12월 30일 : 학교 설립 공사 착공
- 2016년 7월 6일 : 단양소백산중학교 교명 확정
- 2017년 2월 21일 : 학교 설립 공사 완료
- 2017년 3월 1일 : 단양소백산중학교 개교
- 2017년 3월 1일 : 초대 서주선 교장 부임
- 2024년 1월 5일 : 제7회 졸업식(19명, 누계 170명)
- 2024년 3월 1일 : 제4대 조선희 교장 부임
- 2024년 3월 4일 : 2024학년도 입학식(입학생 12명)

## 참고 자료
- 단양소백산중학교 - 한국교육학술정보원 학교알리미